# Příčná mezipodvozková vazba

Příklad mezipodvozkové vazby
na řadě E 499.0,1.
1 - rámy podvozků
2 - oje tlumiče
3 - vodorovné otočné čepy
4 - kulové čepy oje
5 - vnější pouzdro tlumiče
6 - vnitřní talíře
7 - pružiny
8 - vnitřní tyč
9 - stavěcí kroužky
a - vůle mezi stavěcími kroužky
b - vůle mezi talíři

Příčná mezipodvozková vazba je zařízení, které se používá k příčnému, částečně poddajnému, spojení podvozků u kolejových vozidel, zpravidla lokomotiv. Účelem je rozdělení příčně působících sil při průjezdu obloukem na vnější kola dvojkolí podvozků.

## Popis mezipodvozkové vazby čtyřnápravových lokomotiv ŠKODA I. generace
Mezipodvozková vazba je zde tvořena mechanickými díly, kde je důležitým členem příčná podvozková spojka[zdroj?]. Pro zajištění potřebné volnosti je vazba opatřena klouby a ojemi, přes které je spojena s podvozky. Hlavním prvkem vazby je pružný člen uložený mezi ojemi.

### Funkce
Pojíždějí-li podvozky po přímé trati, případně v oblouku dostatečně velkého poloměru, mezipodvozková vazba příčné síly mezi podvozky nepřenáší, protože v tomto případě nedolehnou vymezovací kroužky (9) na talíře (6) ani v případě působení síly shora nebo zdola. Velikost (rozsah polohy) vzájemného postavení podvozků, kdy tyto nejsou vzájemně ovlivňovány, je dána vzdáleností (a). Funkce vazby je oboustranná, symetrická. To znamená, že nezáleží na tom, který podvozek najíždí nebo projíždí obloukem jako první.
Při průjezdu obloukem dojde k dolehnutí vymezovacích kroužků (9) shora nebo zdola na talíře (6), mezi kterými jsou umístěny dvě, protisměrně vinuté pružiny. Příčná síla, která je přenášena z jednoho podvozku na druhý je dána stlačením pružin až do té doby, kdy dojde k vzájemnému dosednutí talířů. Tato vzdálenost (b) určuje rozsah vzájemného postavení podvozků, kdy jsou síly přenášeny pružně.
Při průjezdu oblouků menších poloměrů dolehnou talíře na sebe a síly mezi podvozky jsou přenášeny přímo (bez odpružení).
Tuto mezipodvozkovou vazbu využívá např. lokomotiva E 499.0, u dalších lokomotiv jsou pružiny nahrazeny třemi pryžovými kroužky. Každý z nich je stlačitelný o 10 mm, tedy celkově o 30 mm. Na rozdíl od pružinové vazby, řešení s pružinovými kroužky přenáší mírnou sílu i při průjezdu mírnými oblouky.

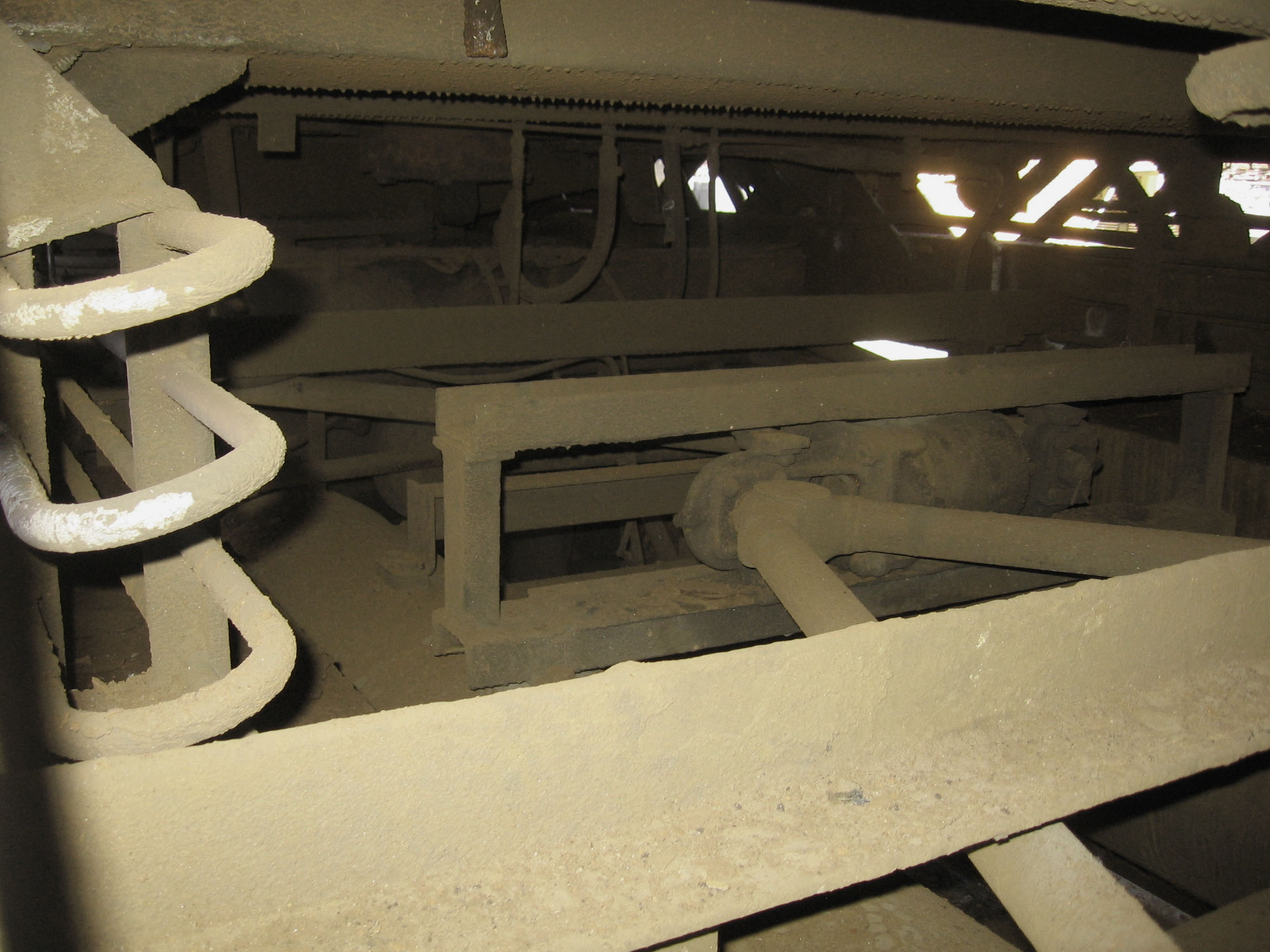
Mezipodvozková vazba na 141.014
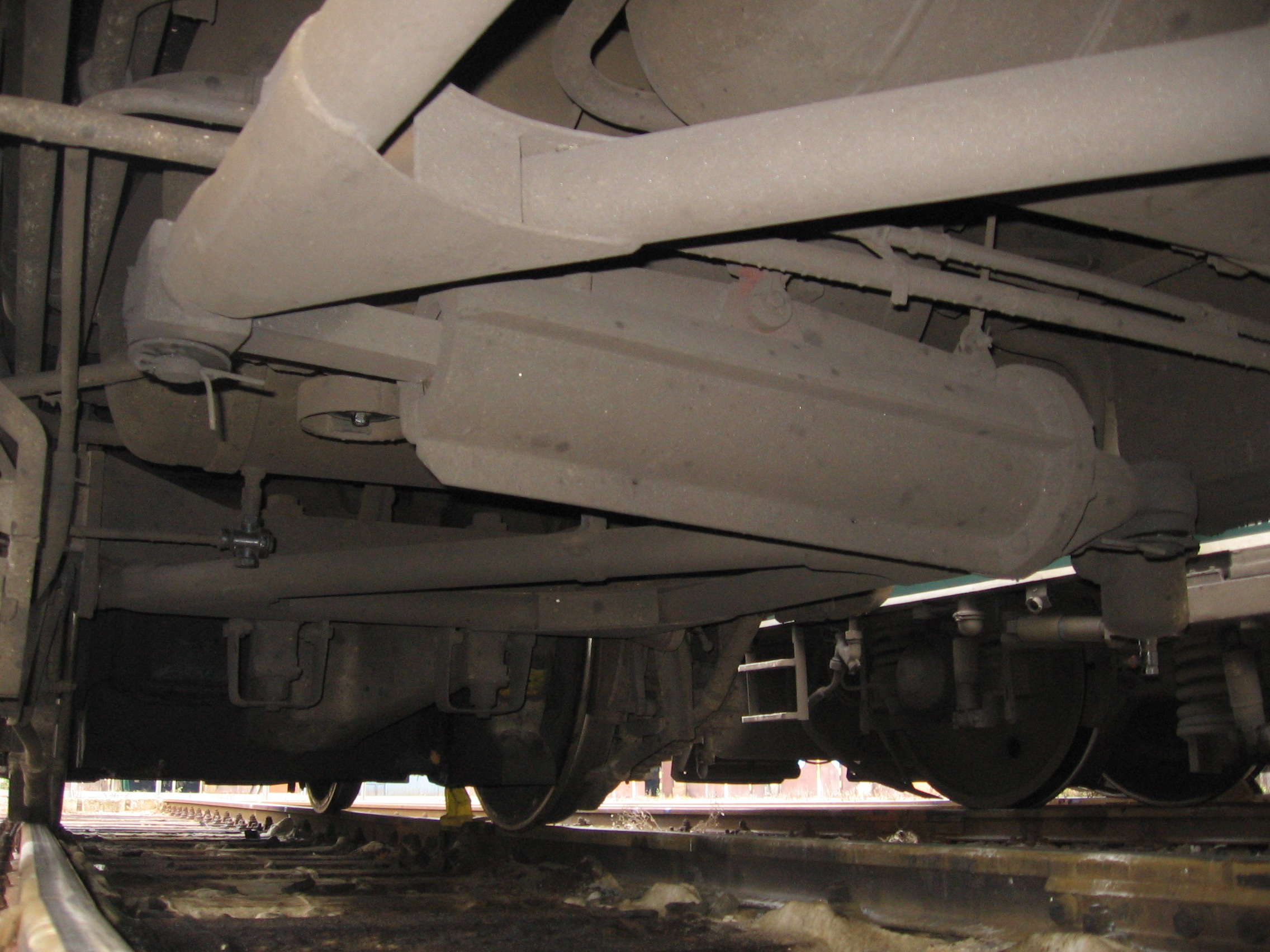
Podobně je provedena vazba na řadě EU 07 PKP

## Provedení u šestinápravových lokomotiv ŠKODA, ř.181-183
U těchto řad blízkost rámů podvozků umožnila velmi úsporné provedení mezipodvozkové vazby. Na jednom podvozku je namontován pružný člen s kulovým pouzdrem, do kterého se zasune čep druhého podvozku.

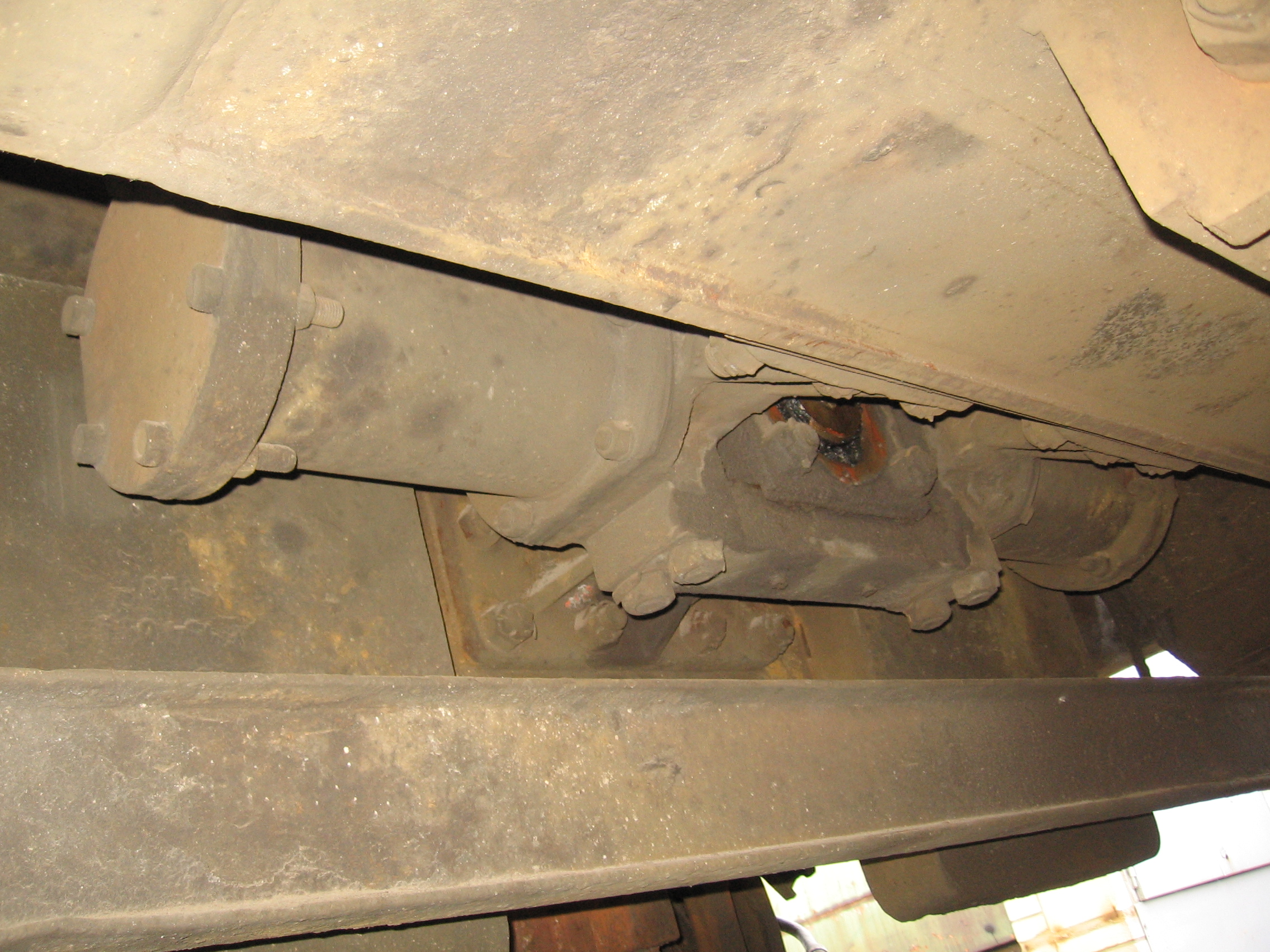
Kompletní vazba na lokomotivě
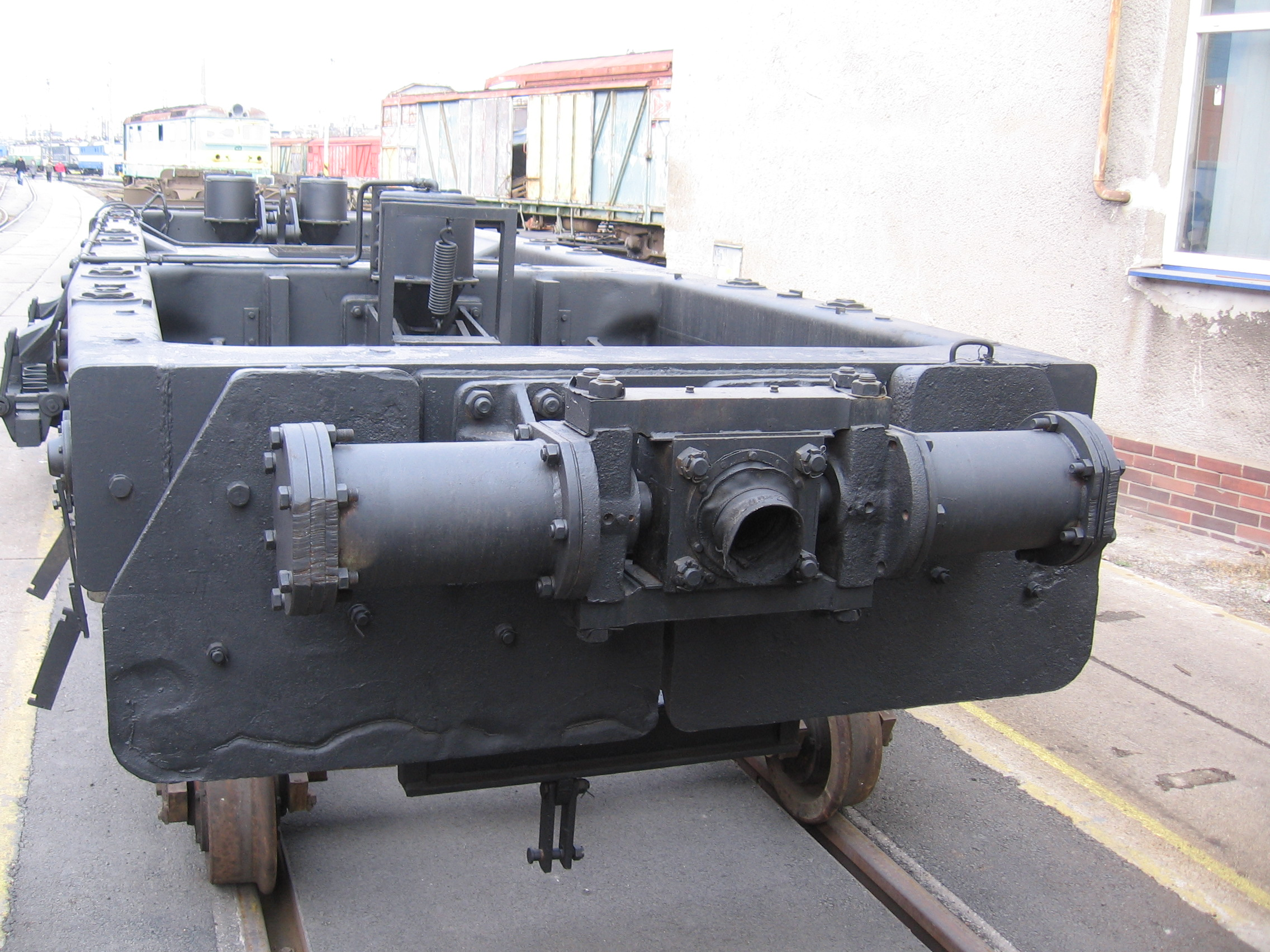
Rám podvozku s pružným členem
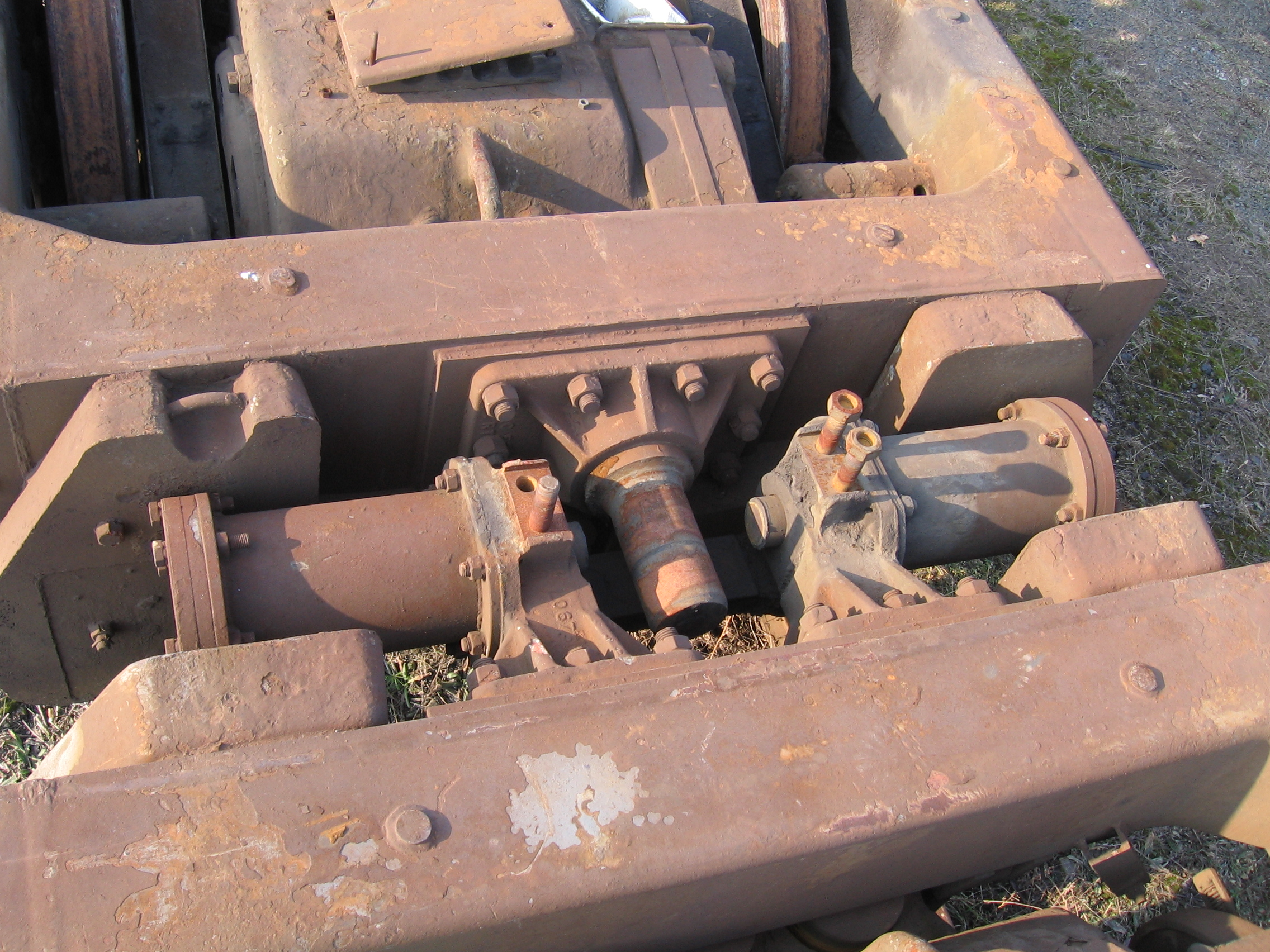
Vyvázané podvozky s částečně demontovanou vazbou

## Další konstrukce
Mezipodvozková vazba na jiných lokomotivách je provedena odlišně. V prostoru mezi podvozky pod hlavním rámem mohou být umístěny další konstrukční skupiny lokomotivy, které brání použití původního řešení. V takovýchto případech jsou podvozky mechanicky propojeny hřídelem, který je uložen na podélníku rámu. Pružný člen je namontován přímo na rámu jednoho z podvozků.

## Lokomotivy ŠKODA II. generace
Mezipodvozková vazba na lokomotivách ŠKODA II. generace (ř. 363, 163 a odvozené typy) je provedena odlišně. V prostoru mezi podvozky pod hlavním rámem je umístěn transformátor, resp. tlumivka. Proto jsou podvozky mechanicky propojeny hřídelem, který je uložen na podélníku rámu. Pružný člen je namontován přímo na rámu jednoho z podvozků. 

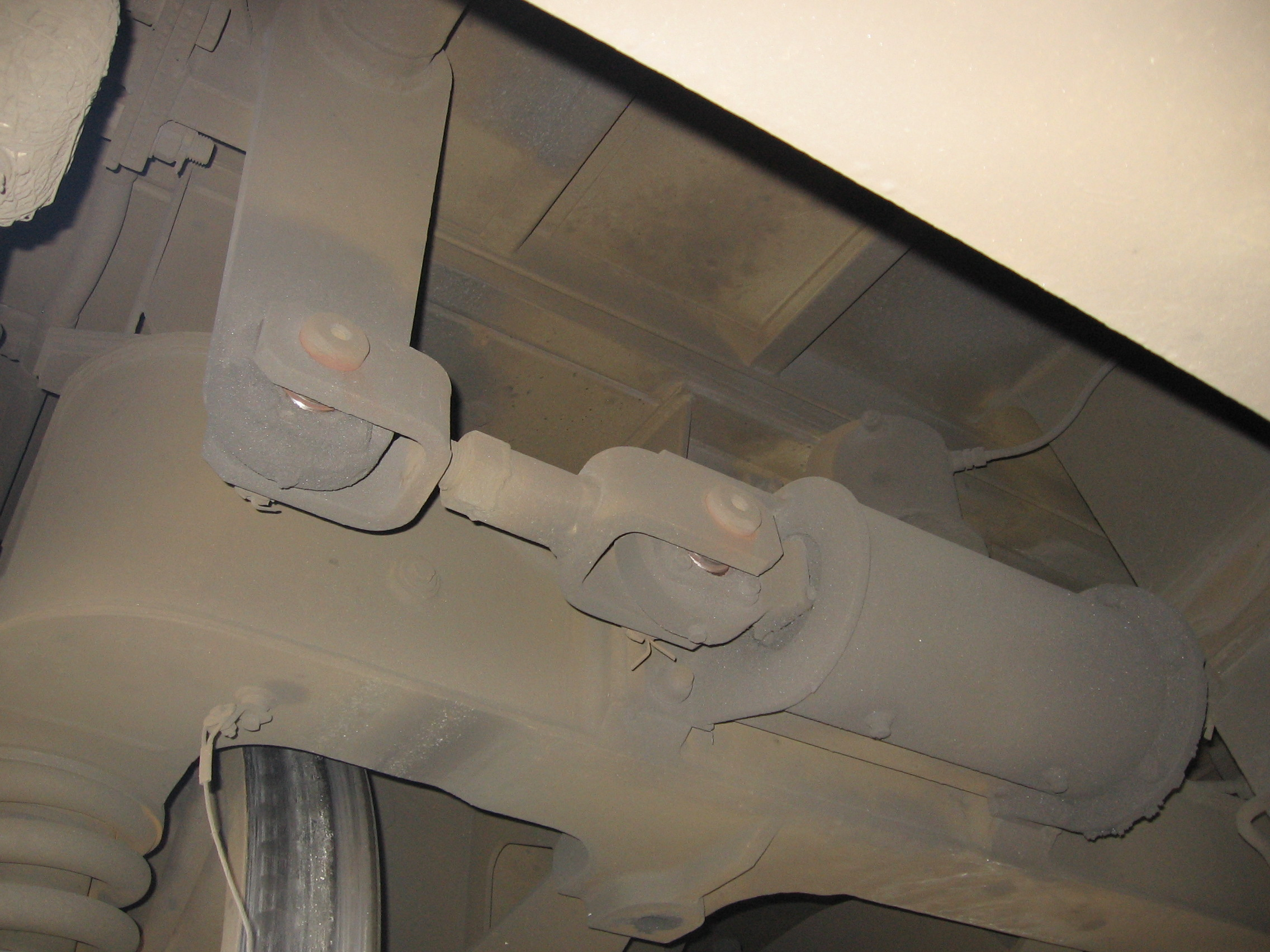
Mezipodvozková vazba na ř. 163
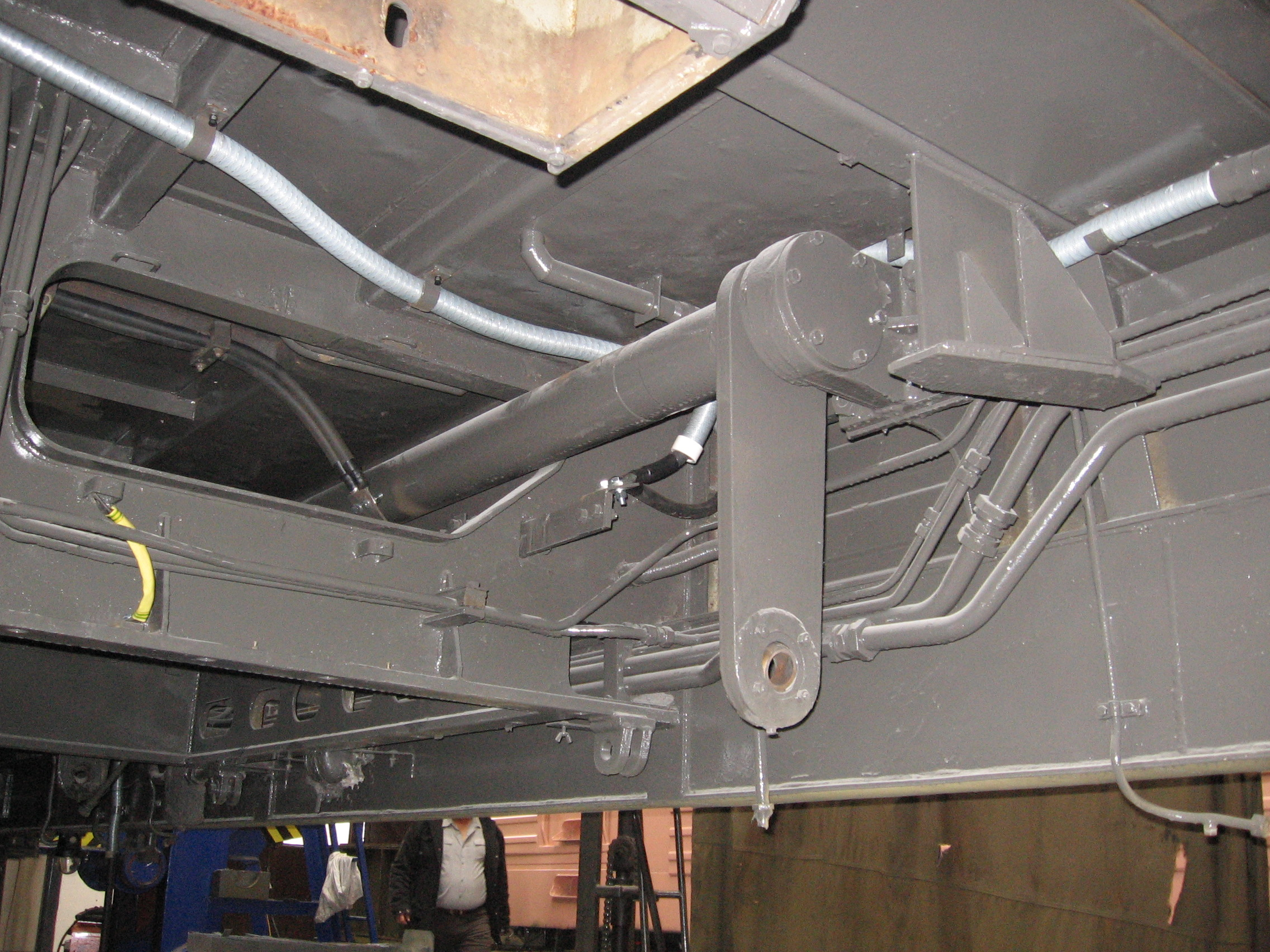
Spojovací hřídel mezipodvozkové vazby na vyvázané 163.022
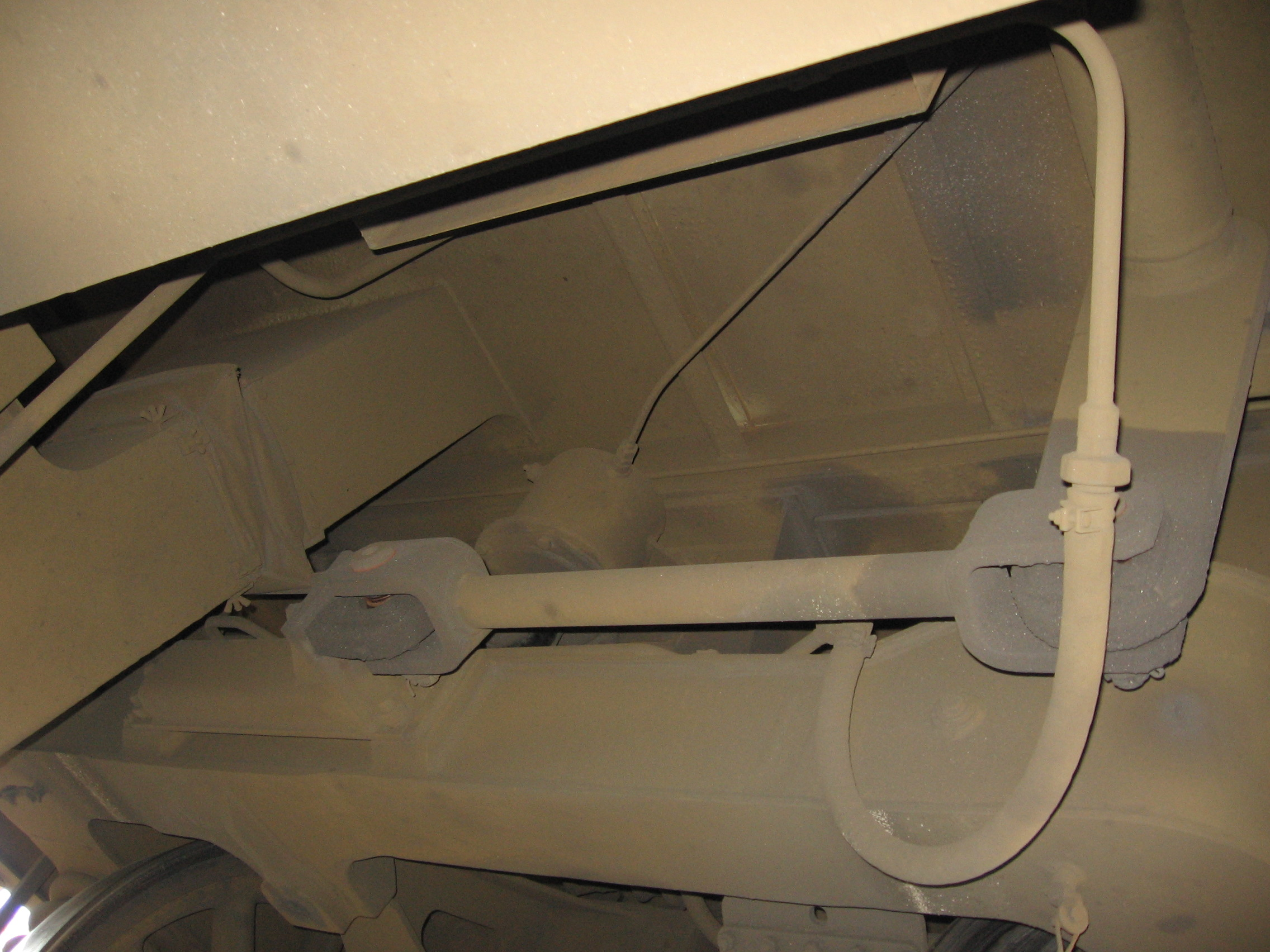
Mezipodvozková vazba na ř. 163 - druhý podvozek